# Fritillaria sporadum
Fritillaria sporadum är en liljeväxtart som beskrevs av Georgia Kamari. Fritillaria sporadum ingår i Klockliljesläktet och i familjen liljeväxter.
Artens utbredningsområde är Grekland. Inga underarter finns listade.